# Stephanie Witt-Loers
Stephanie Witt-Loers (* 1964 in Bergisch Gladbach) ist Heilpraktikerin (Psychotherapie), Trauerbegleiterin und eine deutsche Fachautorin mit dem Themenschwerpunkt „Trauerbegleitung von Kindern und Jugendlichen“.

## Leben
Nach einem Studium der Philosophie, Politische Wissenschaften und Romanistik war sie als Eventmanagerin in eigener Firma tätig. Im Jahr 2005 qualifizierte sie sich am Vinzenz-Pallotti-Hospital Bergisch Gladbach zur ehrenamtlichen Hospizmitarbeiterin. Dort war sie seit 2006 ehrenamtlich in Sterbe- und Trauerbegleitung tätig. Nach einer Weiterbildung zur Kinder- und Familientrauerbegleiterin leitete sie von 2008 bis 2012 Kinder- und Elterntrauergruppen am Kindertrauerzentrum Thalita am Kinder- und Jugendhospiz Balthasar in Olpe. 2008 qualifizierte sie sich zusätzlich zur Trauerfachberaterin am Trauerinstitut Deutschland und ist seit 2009 in eigener Praxis als Trauerfachberaterin und Heilpraktikerin (Psychotherapie) sowie als Trauerfachberaterin für die ambulante Trauertherapie im Auftrag verschiedener Jugendämter und Kinderheime sowie bundesweit und in Österreich, der Schweiz und in Luxemburg als gefragte Fortbildungsreferentin und Dozentin unterwegs. Sie veröffentlichte mehrere Fachbücher sowie zahlreiche Fachartikel und beeinflusste und qualifizierte besonders mit ihrem Fachbuch „Kindertrauergruppen leiten“ die Kindertrauerarbeit in der deutschsprachigen Region maßgeblich. Zudem erweiterte sie als Erfinderin verschiedener Trauertools die Trauerarbeit für Kinder und Jugendliche. Die Stadt Bergisch Gladbach verlieh ihr 2024 für ihre Initiative und Arbeit mit trauernden Kindern, Jugendlichen und deren Familien die Ehrennadel der Stadt.
Witt-Loers integriert in ihrer pädagogisch-therapeutischen Arbeit die Ebenen Gespräch, Handlung, Ritual und kreatives Gestalten. Sie bezieht sich in ihrem konzeptionellen Hintergrund unter anderem auf ein Modell von Traueraufgaben, ähnlich wie James William Worden, welches sie um zusätzliche Aufgaben erweitert hat. Sie bezieht Aspekte des DPM von Margret Stroebe und Henk Schut in ihre inhaltliche und praktische Arbeit ebenso ein, wie die Mediatoren von James William Worden, die sie ebenfalls ergänzte. Erkenntnisse aus der Entwicklungspsychologie und der Psychotherapieforschung sind unter anderem in ihrem Konzept verankert. Wesentliche Grundlagen bilden dabei ressourcen- und lösungsorientierte Beratungskonzepte sowie ganzheitliche Methoden und Angebote. Neben der Bearbeitung der Traueraufgaben steht grundsätzlich die Erfahrung einer Stärkung des Selbst im Zentrum, um die eigene Lebensgestaltung und den Alltag nach einem Verlust aktiv angehen und bearbeiten zu können. Dabei orientiert sich die Begleitung an den individuellen Bedürfnissen, Anliegen und Ressourcen des einzelnen Klienten bzw. der einzelnen Klientin.

## Schriften (Auswahl)

### Publikationen in Buchform
- Sterben, Tod und Trauer in der Schule – Eine Orientierungshilfe. Göttingen 2009, ISBN 978-3-525-58009-7.
- Trauernde begleiten. Göttingen 2010, ISBN 978-3-525-63020-4.
- Trauernde Jugendliche in der Schule. Göttingen 2012, ISBN 978-3-525-77008-5.
- Trauernde Jugendliche in der Familie. Göttingen 2014, ISBN 978-3-525-40229-0.
- Wie Kinder Verlust erleben:… und wie wir hilfreich begleiten können. Göttingen 2016, ISBN 978-3-525-70188-1.
- Nie wieder wir: Weiterleben von Frauen nach dem Tod ihres Partners. Göttingen 2017, ISBN 978-3-525-40278-8.
- Kindertrauergruppen leiten. Ein Handbuch zu Theorie und Praxis. Veränderte Neuauflage, Göttingen 2017, ISBN 978-3-525-40287-0.
- Trauernde Menschen mit geistiger Behinderung begleiten: Orientierungshilfe für Bezugspersonen. Göttingen 2019, ISBN 978-3-525-70267-3.
- Hallo ich lebe noch! Trauernde Geschwister begleiten. Göttingen 2022, ISBN 978-3-525-40530-7.

### Sonstige Publikationen
- Memo Sterben, Tod und Trauer: Das Therapiespiel für die Trauerarbeit. 30 Bildpaare für die therapeutische und pädagogische Arbeit mit Kindern und Jugendlichen. Beltz-Verlag, Weinheim 2022.
- Über Tod und Trauer reden: 70 Karten für die Trauerarbeit in Therapie und Beratung. Beltz-Verlag, Weinheim 2022.
- Kreative Trauerarbeit mit Kindern und Jugendlichen: 75 Therapiekarten Beltz-Verlag, Weinheim 2023.

### Beiträge in Sammelwerken
- Hilfreiche Unterstützung für trauernde Kinder. In: Staatsinstitut für Frühpädagogik (IFP) (Hrsg.), Online-Familienhandbuch (begründet von Wassilios E. Fthenakis und Martin R. Textor), (Erstellt am 28. August 2009, zuletzt geändert am 28. August 2009).
- Zum Tod eines Kindes. Informationen zu trauernden erwachsenen Bezugspersonen und Hinweise für eine Predigt. In: Beate Kowalski (Hrsg.): Er wischt die Tränen ab von jedem Gesicht. Predigten und pastorale Hilfen für Begräbnisfeiern. Stuttgart 2011, ISBN 978-3-460-08031-7, S. 131–144.
- Zum Tod durch Suizid. Begegnungen mit Angehörigen nach einem Suizid, sowie Hinweise für eine Predigt. In: Beate Kowalski (Hrsg.): Er wischt die Tränen ab von jedem Gesicht. Predigten und pastorale Hilfen für Begräbnisfeiern. Stuttgart 2011, ISBN 978-3-460-08031-7, S. 145–151.
- Tod in der Schule. Wie überbringe ich meiner Klasse die schlimme Nachricht, dass ein Mitschüler nicht wiederkommt?, In: Max W. Richardt, Kompetent evangelisch. Lehrbuch für den evangelischen Religionsunterricht, 10. Jahrgangsstufe, Band 10 (= Kompetent Evangelisch, Band 4), Göttingen 2012, ISBN 978-3-525-77304-8, S. 104. online
- Kinder erleben die Trennung ihrer Eltern. In: Monika Müller, Franziska Röseberg (Hrsg.): Handbuch Kindertrauer. Die Begleitung von Kindern, Jugendlichen und ihren Familien. Göttingen 2014, ISBN 978-3-525-40227-6.
- Wie können Eltern ihre Kinder unterstützen und begleiten? In: Monika Müller, Franziska Röseberg (Hrsg.): Handbuch Kindertrauer. Die Begleitung von Kindern, Jugendlichen und ihren Familien. Göttingen 2014, ISBN 978-3-525-40227-6.
- Jugendlichen in ihrer Trauer Raum geben. In: Klaus Wegleitner, Dirk Blümke, Andreas Heller, Patrik Hofmacher (Hrsg.): Tod – Kein Thema für Kinder? Zulassen – Erfahren – Teilen. Verlust und Trauer im Leben von Kindern und Jugendlichen. Anregungen für die Praxis. Ludwigsburg 2014, ISBN 978-3-941251-66-3, S. 29–41.
- Trauerreaktionen, Trauerprozesse und Trauermodelle im Kontext Schule. In: Deutscher Kinderhospizverein (Hrsg.), Immer wieder neu. Geduld, Staunen, Zuversicht, Ludwigsburg 2015.
- Das Knopf- und Erinnerungsglas. In: Bundesverband Verwaiste Eltern und Geschwister in Deutschland und trauernde Geschwister e.V. (Hrsg.), Damit die Trauer in Bewegung kommt. Leipzig 2020.
- Verlust und Trauer als Familienthema In: Bundeskonferenz für Erziehungsberatung (bke): Beratung nach Schicksalsschlägen. Materialien zur Beratung, Band 26. 2022   Fürth: bke, S. 12–28.

### Artikel
- Trauerbegleitung im Leben von Kindern. In: Pädagogische Praxis. Mai 2011.
- Schulprojekte zum Umgang mit Sterben Tod und Trauer. In: Leidfaden. 2. Jahrgang, 2012, Heft 4, S. 10–17.
- Trauernde Jugendliche in unserer Gesellschaft. In: Katholische Bildung. 115. Jahrgang, 2014, Heft 12, 11 Seiten.
- Trauerreaktionen und Trauerprozesse bei Kindern und Jugendlichen. In: Praxis Palliative Care  Jahrgang 2016, Heft 32, S. 34–37.
- Verluste – sie gehören zu unserem und zum Leben der uns anvertrauten Kinder. In: Stephanie Witt-Loers (Hrsg.): KiTa aktuell spezial. 19. Jahrgang. ISSN 1437-4013, 4.2018, S. 121
- In der Kita sensibel sein für die Verluste, die Kinder erleben! In: Stephanie Witt-Loers (Hrsg.): KiTa aktuell spezial. 19. Jahrgang ISSN 1437-4013, 4.2018, S. 124–127.
- Orientierungshilfe für betroffene Familien mit trauernden Kindern und Jugendlichen. Broschüre 20 Seiten, DRK Kreisverband Bergisch Gladbach, Institut Dellanima.
- Sterben, Tod und Trauer in der Schule. In: Braunschweiger Beiträge zur Religionspädagogik. Heft 1/2019, S. 12–15, Braunschweig 2019, ISSN 2195-8424.
- Ein Koffer voller Methoden – wo ist der passende Klient? In: Leidfaden. Heft 3/2020, S. 4–99, ISSN 2192-1202.
- Unterschätzt und übersehen – Kinder und Jugendliche in Krisen. In: Leidfaden. Heft 1/2024, S. 35–39, ISBN 978-3-525-80626-5

### Vorträge (Auswahl)
- Kinder sind Angehörige. Vortrag zum 9. Kongress der Deutschen Gesellschaft für Palliativmedizin, Berlin 2012.
- Grundwissen zum Lebensthema Trauer. Vortrag zum Netzwerktreffen Pausentaste; Bundesministerium für Familie, Senioren, Frauen und Jugend, Berlin 2019.

### Interview
- Interview zum Umgang mit Trauer bei jungen Menschen, in: WDR#3sechzich veröffentlicht am 25. März 2015, online